# Bản sự kinh
Bản sự kinh (sa.: itivṛttaka, pi.: itivuttaka, zh.: 本事經, ja.: honji kyō) là một trong 12 thể loại truyền thống của kinh điển Phật giáo, ghi lại vô số công hạnh trong quá khứ của Phật và đệ tử (xem Thập nhị bộ kinh 十 二 部 經).
1. Bản sự kinh, 7 quyển, Huyền Trang dịch năm 650.